# タイタン (芸能プロダクション)
株式会社タイタン（英: TITAN CO., LTD.）は、日本の芸能事務所。1993年、お笑いコンビ・爆笑問題（太田光・田中裕二）の所属事務所として、太田光の妻である太田光代により創業された。
プロダクション名は、光が敬愛する小説家であるカート・ヴォネガットの小説『タイタンの妖女』に由来する。

## 歴史・概要
1990年、当時太田プロダクションに所属していた爆笑問題が、自らがやりたい仕事をやりたかったこととスカウトした人物にそそのかされたことが重なって独立するものの、それが太田プロの怒りを買ったことで事務所の力関係からいわゆる「干された」状態となり、仕事のない状況が続いた。
1993年、同事務所に復帰できる可能性が出るが、光が「戻らない」と言い出したため、光代は「私が事務所をやるしかない」と芸能事務所の立ち上げを決断。10月に爆笑問題が「NHK新人演芸大賞」を受賞したのを機に、11月に光代が個人事業主としてタイタンを創業、1年半ほどした1995年頃に有限会社タイタンとして法人化した。
創業直前に太田プロと話し合いを行ってタイタン設立を承諾され、設立直後は壁にぶつかる度に太田プロに相談を持ち掛けることもあった。
当初は爆笑問題以外の所属タレントは置かず個人事務所として運営していく予定だったが、彼らを慕う後輩芸人が増えたことから方針を転換。光代の営業努力と同コンビの台頭もあり次第に評価を高め、株式会社化し所属タレントを増やして現在に至る。
売上について、2009年4月22日に放送された『クメピポ! 絶対あいたい1001人』（MBS/TBS系列）において光代は「月に1億円は普通にいきますよ」と発言している。
2014年6月、爆笑問題の同級生で元マネージャーの男が覚せい剤所持の現行犯で逮捕されていたと報道された。裁判では、タイタンでマネージャーとして働いていた頃から覚せい剤を使用していたことが明らかとなり、これを受けてスタッフと所属タレント全員が病院で薬物検査をすることになった。また、同級生だった太田と田中は「あいつは無理だ。一生、会わない」と絶縁を宣言したことが光代のコメントによって明かされている。また、『サンデージャポン』では所属タレントを代表して太田がこの事件への謝罪を行い、防げなかった責任についても言及した。
2014年9月に辻仁成が移籍してきたことから映画製作にも進出し、辻が監督を務める『東京デシベル TOKYO DECIBELS』（2017年5月20日公開）がその第1作となる。
2018年4月、同年10月からタイタンの学校を設立することが発表された。
2019年4月、タイタンの学校の芸人コース1期生から11組が預かり契約となった。
2020年5月、タイタンの学校の芸人コース2期生から7組が預かり契約となった。
2021年5月、タイタンの学校の芸人コース3期生から11組が預かり契約となった。
2022年5月、タイタンの学校の芸人コース4期生から7組が預かり契約となった。
2022年9月、公式YouTubeチャンネル「爆笑問題のコント テレビの話」の開設が発表された。
2022年12月18日、ウエストランドがM-1グランプリにて優勝。タイタンの芸人が優勝するのは初となる。
2023年5月、タイタンの学校の芸人コース5期生から7組が預かり契約となった。
2024年5月、タイタンの学校の芸人コース6期生から13組が預かり契約となった。
2025年5月、タイタンの学校の芸人コース7期生から13組が預かり契約となった。

## インターネットでの展開
事務所の会員制ファンクラブサイト「TITAN HAPPY」、モバイルサイト「爆笑タイタン秘密基地」ではそれぞれオリジナルのコンテンツを提供している。
「TITAN HAPPY」では会員制度に無料と有料のものを設けており、それぞれ提供される内容が違う。また、タイタンライブのチケット優先予約を行う。
「爆笑タイタン秘密基地」では読み物が主なコンテンツとなっている。また、内容の一部はテレビ番組『サンデージャポン』でも採りあげられている。

## 社風
かつては太田光代による「女性タレントに汚れの仕事をさせたくない」という意向から、事務所設立からしばらくの間は原則的に女性芸人（及びタレント）は所属させない方針を執っていた。しかし、日本エレキテル連合が正式に所属して以降この方針は徐々に緩和されつつある。また、タイタンの学校の芸人コース出身で預かり契約となっている者の中にも女性芸人は複数人存在している。この他にもお笑いの事務所としては珍しく「芸人のネタにダメ出しをしない」というユニークなルールも存在する。
他の多くのお笑い系事務所との違いとして、キュウの二人は「所属していればどんなに売れていない芸人でも”タレントさん”と認識して扱ってくれます」「ネタ見せでも、プラスアルファになるような提案をしてくることが多い」と語っている。背景には「太田さんは、『芸人が考えることが一番面白い』という考えで芸人を大切にする人なので、そのDNAなんじゃないかと」として、基本的には「任せられる芸人しか所属させてない」。ただ、芸人が好きに動ける分、マネージャーの教育は厳しいという。またM-1グランプリなどの賞レースについてはあまり関心がないらしく、2022年にウエストランドがM-1を制した際も社長は自宅で一人で（太田光はM-1とは関係ない仕事で不在）酒を飲みながら鑑賞しており、ファイナルステージ進出が決まった頃には泥酔し、決勝進出優勝の瞬間は寝ていた。

## 所属
出典:

### タレント
- 爆笑問題（太田光・田中裕二）
- ウエストランド（井口浩之・河本太）
- キュウ（清水誠・ぴろ）
- 脳みそ夫
- 宮地大介
- あさひ
- XXCLUB（大島育宙・早乙女零）
- まんじゅう大帝国（竹内一希・田中永真）
- シティホテル3号室（川合亮太・押田貴史）
- ネコニスズ（舘野忠臣・ヤマゲン）
- ゆりありく（ゆりあ・りく）
- 瞬間メタル（タケタリーノ山口・前田ばっこー）
- 松尾アトム前派出所
- 日本エレキテル連合（中野聡子・橋本小雪）[注 1]
- 春とヒコーキ（土岡哲朗・ぐんぴぃ） - タイタンの学校2期生
- やらまいかカンパニー （大福・おちゃ丸）- タイタンの学校1期生
- 須藤ジム - タイタンの学校1期生
- ジャンボタニシ - タイタンの学校5期生
- レーズンダイナマイト - タイタンの学校5、6期生(2期通学)
- ダンシング谷村（ジンセイプロ代表） - タイタンの学校5期生
- 藤元達弥[23] - タイタンの学校6期生

### 文化人
- 山中秀樹（フリーアナウンサー、元フジテレビアナウンサー）
- 橋下徹 [注 2][24]
- 大渕愛子
- 奥仲哲弥（山王病院呼吸器センター長、国際医療福祉大学医学部教授）
- 吉田たかよし
- 辻仁成
- 村﨑太郎次郎 (日光さる軍団)
- 入江要介
- 枡野浩一／歌人さん -タイタンの学校6期生

### クリエイター・放送作家 他
- 326 - イラストライター、キャラクターデザイナー
- 高崎悠介（元冷やし中華はじめました、別名：ガラクタコージョー）
- 萩原正人（元キリングセンス）
- 秋葉高彰 - 構成作家
- 野口悠介 - 構成作家
- 八木順一朗
- あんけいよー - 構成作家

### タイタンネクスト(仮)
※タイタンの学校修了生についてはタイタンの学校を参照のこと。
- 浅桜ぽんず  - タイタンの学校1期生
- 阿部物語 - タイタンの学校2期生
- ツキオラバランカ - タイタンの学校3期生
- 鎌 - タイタンの学校1期生
- しびれグラムサム - タイタンの学校4期生
- 新宿ガンツ - タイタンの学校4期生
- ガールズナイト - タイタンの学校3期生 (ミチハタ太郎)
- ひらおか族 - タイタンの学校5期生
- メンコイ - タイタンの学校5期生
- バターヤング  - タイタンの学校2期生 (佐野 寛)3期生(オーニシ馬)
- ウキビシャ大作戦  - タイタンの学校6期生
- お玉子  - タイタンの学校6期生
- グコウケン2  - タイタンの学校6期生
- ザ・カンボジーヤ  - タイタンの学校6期生
- 上海おこめワールド  - タイタンの学校6期生
- ミシンガサ  - タイタンの学校6期生
- メモフローラ  - タイタンの学校6期生
- ロビィ  - タイタンの学校6期生
- 秋吉  - タイタンの学校7期生
- 泡  - タイタンの学校7期生
- イグサ  - タイタンの学校7期生
- GOLF  - タイタンの学校7期生
- シェイク・ヒロシ  - タイタンの学校7期生
- 白丸  - タイタンの学校7期生
- ダイショウ  - タイタンの学校7期生
- でんでら  - タイタンの学校7期生
- ナカムラダンジョー  - タイタンの学校7期生
- 野伊豆サル  - タイタンの学校7期生
- ぼんじり太郎  - タイタンの学校7期生
- マダム  - タイタンの学校7期生
- ラウンドアバウト  - タイタンの学校7期生

## かつて所属していたタレント
- キリングセンス（萩原正人・河崎健男）※解散
- PART TIMEガンジー（阪田マサノブ・たくみふぢお）※解散
- GO・JO（阪田マサノブ・吉見幸洋） ※解散
- がんす（宮地大介・藤田真文）※解散
- 冷やし中華はじめました（高崎悠介・鈴木啓介・野海俊介）※解散
- アパラシカ（井地英紀・箕輪佳能）※解散
- 5番6番（樋口和之・猿橋英之）※解散
- ウィングマン（猪股翼・榎並功二）※解散
- アガパンサス（天馬・川副）※現・バベコンブ
- ツインタワー（福田まさと・オオニシ）※解散
- ミヤシタガク（元デニッシュ）
- 〜2分59秒の人〜 月極現太
- アクアキャンディー（石井康平・佐野寛）※解散
- ミケランジェロ（橋本綾里・佐々木しんたろー）※解散
- クレソン（道端仁一・オーニシリョーガ）※解散
- ナサ（松本アリヤ・吉岡慶）※解散
- KOSSAN
- マンゴー高橋
- 長井秀和
- ダニエルズ（望月隆寛・あさひ）※解散（あさひは引き続き所属）
- 福留雄一郎（元グリーンマンション）
- タカマッチ - タイタンの学校1期生

## 社歌
- 「サンシャインデイズ[25]」（作詞・作曲、辻仁成）